# Live at the Apollo
A Live At The Apollo egy 1963-as élő James Brown-koncertalbum, melyet a manhattani Harlem Apollo Theater színházban vettek fel. Szerepel az 1001 lemez, amit hallanod kell, mielőtt meghalsz című könyvben.

## Számok
1. Fats Gonder bevezetője – 1:49
2. I’ll Go Crazy – 2:05
3. Try Me – 2:14
4. Think – 1:45
5. I Don’t Mind – 2:28
6. Lost Someone – 10:43
7. Medley: Please, Please, Please / You’ve Got The Power / I Found Someone / Why Do You Do Me / I Want You So Bad / I Love You, Yes I Do / Strange Things Happen / Bewildered / Please, Please, Please – 6:27
8. Night Train – 3:26

A 2004-es kiadás bónuszdalai:
1. Think (Single Mix, Radio Promo Version)
2. Medley: I Found Someone / Why Do You Do Me / I Want You So Bad (Single Mix)
3. Lost Someone (Single Mix)
4. I’ll Go Crazy (Single Mix)

## Külső hivatkozások
- Official Godfather Of Soul website
- Album overview at MP3.com